# マリオ・プリンチ
マリオ・プリンチ（Mario Princ、1983年2月1日 - ）は、クロアチア出身のキックボクサー。身長177cm、体重72kg。2004年12月18日、SuperLeague Netherlands 2004にてスーパーリーグデビュー。シャヒン・ヤクートに4RTKO負け。

## 戦績
| 勝敗 | 対戦相手           | 試合結果    | 大会名                       | 開催年月日     |
| ×    | シャヒン・ヤクート | 3R KO       | SuperLeague Hungary          | 2006年1月28日  |
| ○    | Adnan Sert         | 判定        | SuperLeague Austria          | 2005年10月22日 |
| ○    | トーマス・ラドキー | 5R終了 判定 | SuperLeague Austria 2005     | 2005年4月9日   |
| ×    | シャヒン・ヤクート | 4R TKO      | SuperLeague Netherlands 2004 | 2004年12月18日 |